# ポイアーナ・マッジョーレ
ポイアーナ・マッジョーレ（伊: Pojana Maggiore）は、イタリア共和国ヴェネト州ヴィチェンツァ県にある、人口約4,300人の基礎自治体（コムーネ）。

## 名称
コムーネの名は、Poiana Maggiore の綴りでも記される。

## 地理

### 位置・広がり

#### 隣接コムーネ
隣接するコムーネは以下の通り。括弧内のPDはパドヴァ県、VRはヴェローナ県所属を示す。
- アジリアーノ・ヴェーネト
- ボルゴ・ヴェーネト (PD)
- コローニャ・ヴェーネタ (VR)
- モンタニャーナ (PD)
- ノヴェンタ・ヴィチェンティーナ
- オルジャーノ
- ロヴェレード・ディ・グア (VR)
- ソッサーノ

### 気候分類・地震分類
気候分類では、zona E, 2451 GGに分類される。
また、イタリアの地震リスク階級 (it) では、zona 3 (sismicità bassa) に分類される。

## 姉妹都市
- ロアーナ、イタリア 1996年